# Timeless Muse
Timeless Muse was een platenlabel, dat jazz uitbracht. Het was een samenwerkingsverband tussen het Nederlandse Timeless Records en het Amerikaanse Muse Records. Het label bestond één jaar, in 1979, en bracht 23 albums uit.
Op het label verschenen albums van onder meer Art Blakey, Joanne Brackeen, Lionel Hampton, Tete Montoliu, Rein de Graaff (twee albums, waarvan een met Dick Vennik), Rick Laird, Carter Jefferson, Johnny Griffin met Art Taylor, George Coleman, Marion Brown, George Adams en Rodney Jones.